# NGC 1387
NGC 1387 è una galassia lenticolare (o ellittica) situata nella costellazione della Fornace, a una distanza di circa 58 milioni di anni luce dalla nostra Via Lattea.

## Scoperta
La galassia è stata scoperta il 25 dicembre 1835 dall'astronomo britannico John Herschel.

## Descrizione
NGC 1387 è stata utilizzata da Gérard de Vaucouleurs come esempio di galassia del tipo morfologico "SB0−" nel suo atlante delle galassie.
Il database SIMBAD la classifica come galassia LINER, cioè una galassia il cui nucleo presenta uno spettro di emissione caratterizzato da larghe righe di atomi debolmente ionizzati.

## Gruppo di NGC 1399
NGC 1387 fa parte del Gruppo di NGC 1399, a sua volta incluso nel più vasto Ammasso della Fornace, e che comprende almeno 42 galassie, tra cui NGC 1326, NGC 1336, NGC 1339, NGC 1344 (=NGC 1340), NGC 1351, NGC 1366, NGC 1369, NGC 1373, NGC 1374, NGC 1379, NGC 1399, NGC 1406, NGC 1419, NGC 1425, NGC 1427, NGC 1428, NGC 1437 (=NGC 1436), NGC 1460, IC 1913 e IC 1919.
La designazione FCC 184 indica che NGC 1387 viene considerata come membro dell'Ammasso della Fornace nel catalogo di Henry Ferguson.

## Disco di formazione stellare
Le osservazioni condotte con il Telescopio spaziale Hubble hanno permesso di rilevare la presenza di un disco dove è attiva la formazione stellare attorno al nucleo di NGC 1387. La dimensione del semiasse maggiore di questo disco è stimata in 660 pc (~2150 anni luce).